# Людовік Готен
Людовік Готен (фр. Ludovic Gotin; 25 липня 1985, Лез-Абім) — гваделупський футболіст, нападник клубу «Клуб Спортіф Мульєн» та національної збірної Гваделупи.

## Біографія

### Клубна кар'єра
Вихованець гваделупського клубу «Мульєн», з яким у сезоні 2004/05 став найкращим бомбардиром чемпіонаті
У 2005 році перейшов у французький клуб «Авіон»з п'ятого дивізіону, але закріпитися не зміг і повернувся в Гваделупу у свій перший клуб. З «Мульєном» Готен виграв низку гваделупських національних трофеїв.

### Кар'єра в збірній
Готен був запрошений у збірну Гваделупи на Золотий кубок КОНКАКАФ у 2007 році, ставши з командою бронзовим призером турніру, проте на поле не виходив. А вже на наступному турнірі у 2009 році Людовік був основним гравцем і відзначився голом у матчі з Нікарагуа (2:0), а в матчі з Мексикою отримав червону картку. У 2011 році втретє брав участь у Золотому кубку КОНКАКАФ, зігравши в одному матчі проти збірної США.